# União Bandeirante Futebol Clube
O União Bandeirante Futebol Clube (mais conhecido como União Bandeirante) foi um time de futebol brasileiro da cidade de Bandeirantes, no estado do Paraná. O clube tinha no preto e branco as suas cores oficiais, estampadas na camisa alvinegra com listras horizontais.

## História
O União Bandeirante foi fundado no dia 15 de novembro de 1964. Inicialmente, chamava-se Usina Bandeirante Futebol Clube, mas após a fusão com o Guarani adotou o nome conhecido. Nos anos de 1969 e 1971, o clube foi vice-campeão estadual perdendo o título para o Coritiba Foot Ball Club.
No Campeonato Paranaense de 1989, o União Bandeirante voltou a disputar uma final, na qual novamente foi derrotado para o Coritiba (as duas partidas foram no Couto Pereira, sendo 0-0 o primeiro jogo e 2-0 à favor do Coxa no segundo). No certame estadual de 1992, a equipe de Bandeirantes fez a final interiorana com o Londrina, em três partidas no Estádio do Café, e acabou ficando com o vice-campeonato uma vez mais.
Este time teve a artilharia do Campeonato Paranaense em três oportunidades. A primeira em 1969, com Paquito anotando 22 gols. Depois foi em 1971, quando Tião Abatiá marcou 19 gols. Por último no estadual de 2002, com os 10 tentos assinalados por Jabá.
O União Bandeirante se fez presente em várias competições de nível nacional. Entre as mais marcantes estão as duas participações na Copa do Brasil, em suas edições de 1990 (quando foi eliminado pelo São Paulo Futebol Clube na primeira fase) e de 1993 (quando foi superado pelo Grêmio de Foot-Ball Porto Alegrense na segunda fase). A Copa João Havelange, disputada no ano 2000, teve a participação da equipe de Bandeirantes no Módulo Verde e Branco (similar à atual Série C nacional), onde o time chegou na segunda fase.[carece de fontes?]
Em 2005, o clube chegou a anunciar o seu fechamento. Entretanto, foi após ter disputado o estadual de 2006 que o União Bandeirante decretou o encerramento de suas atividades, sob a alegação de dificuldades financeiras.

### Ídolos
Em sua história, o União Bandeirante também revelou grandes jogadores que hoje jogam em grande clubes do futebol brasileiro ou de outros países. Entre eles, destacaram-se:
- Brandão;
- Fábio.

Entre os grandes treinadores que trabalharam na equipe de Bandeirantes, destacou-se:
- Nílton De Sordi.

## Títulos
| ESTADUAIS  | ESTADUAIS                           | ESTADUAIS | ESTADUAIS                                       |
| Competição | Competição                          | Título    | Temporadas                                      |
| ---------- | ----------------------------------- | --------- | ----------------------------------------------- |
| Paraná     | Campeonato do Interior Paranaense   | 8         | 1966, 1969, 1971, 1974, 1975, 1985, 1989 e 1996 |
| Paraná     | Campeonato Paranaense - Série Prata | 2         | 1988 e 1992                                     |
| Paraná     | Torneio Início da Segunda Divisão   | 1         | 1988                                            |

### Campanhas de destaque
| União Bandeirante Futebol Clube | União Bandeirante Futebol Clube | União Bandeirante Futebol Clube   | União Bandeirante Futebol Clube | União Bandeirante Futebol Clube |
| Torneio                         | Campeão                         | Vice-campeão                      | Terceiro colocado               | Quarto colocado                 |
| ------------------------------- | ------------------------------- | --------------------------------- | ------------------------------- | ------------------------------- |
| Campeonato Paranaense           | Não possui                      | 5 (1966, 1969, 1971, 1989 e 1992) | 2 (1969, 1974)                  | 4 (1970, 1975, 1983, 1996)      |

### Outras conquistas
- Campeonato de Aspirantes do Paraná: 1996
- Copa Norte do Paraná: 1973
- Torneio Integração (2 vezes): 1974 e 1975
- Taça Itaipu: 1975
- Taça Sul: 1975
- Torneio Navaro Mansur: 1988

#### Categorias de base
- Campeonato Paranaense de Juniores Sub-20 (2 vezes): 1995 e 2000
- Dallas Cup Sub-17 (2 vezes): 1997 e 2000

## Ranqueamento
Na condição atual de clube extinto, o União Bandeirante não mais consta na lista de clubes ranqueados da CBF. Entretanto, esta equipe figurou nesta listagem até 2010 (para a temporada de 2011) na qual, mesmo tendo encerrado suas atividades, figurou na 130ª colocação da mesma.